# Antique
Antique foi um  duo pop grego constituído por Helena Paparizou (Παπαρίζου Έλενα em grego) e Nikos Panagiotidis (Νίκος Παναγιωτίδης em grego) provenientes da Suécia , que combinava a música popular grega e letras com uma batida pop dance nórdicos. Ambos Paparizou e Panagiotidis nasceram e foram criados na Suécia por pais gregos. Eles foram os primeiros a ser nomeado para uma música não-grega para um Grammi sueca . Em 2001, antigas foram selecionados para representar a Grécia no Festival Eurovisão da Canção 2001, em Copenhaga, com a canção " Die for You ", cantada em uma mistura de inglês e grego, terminando com um terceiro lugar - atrás apenas da Estónia e da Dinamarca.
A banda dissolveu-se no final de 2003 em bons termos com os membros a seguirem carreiras solo. Atualmente não existem intenções de reunir o grupo, embora tenham ambos exprimido o desejo de  reunir no futuro.
Muito interessante, em 2005, dois anos após a dissolução duo, Helena Paparizou foi selecionada como cantora solo, para representar a Grécia, mais uma vez no Festival Eurovisão da Canção 2005 e ela foi vitoriosa em primeiro lugar.

## Discografia

### Álbuns
- Mera Me Ti Mera (1999)
- Die For You (2001)
- Me Logia Ellinika (2001)
- Alli Mia Fora (2002)
- Blue Love (2003)

### EPs
- Antique EP (2000)
- Dance: Re-mixes + Videos (2002)

### Compilações
- Collector's Edition (2003)
- Very Best of Antique (2004)
- Antique Collection: Hits & Remixes (2006)

### CD Singles
- "Opa Opa" (1999)
- "Dinata Dinata" (1999)
- "Mera Me Ti Mera" (2000)
- "Die for You" (2001)
- "Ligo Ligo" (2001)
- "Moro Mou" (2003)
- "Follow Me" (O'ti Theleis) (2003)
- "Time to Say Goodbye" (2003)
- "List of Lovers" (2003)

## Videografia
- 1999: "Opa Opa"
- 1999: "Opa Opa" (International)
- 1999: "Dinata Dinata"
- 2000: "Mera Me Ti Mera"
- 2001: "(I Would) Die for You"
- 2001: "(I Would) Die for You/Tha Pethaina Gia Sena"
- 2001: "Follow Me"
- 2001: "Why? (Mellan)" (feat. Slavi Trifonov)
- 2002: "Follow Me (O,ti Theleis)"
- 2002: "Me Logia Ellinika"
- 2002: "Kainourgia Agapi"
- 2003: "Alli Mia Fora"
- 2003: "Moro Mou"
- 2003: "Moro Mou (My Baby)"

## Tours
- Pili Axiou winter 2001–02